# Song Kang-ho
Song Kang-ho (IPA sʰoːŋ ɡaŋho; * 17. Januar 1967 in Gimhae) ist ein südkoreanischer Schauspieler.

## Leben und Karriere
Er nahm nie richtigen Schauspielunterricht, sondern spielte in einer Theater-AG seiner Gimhae High School mit. In der einflussreichen Theatertruppe von Kee Kuk-seo bildete er sich fort.
In seiner ersten Rolle war er nur Statist, mittlerweile ist er aber vor allem durch seine Mitwirkung bei Filmen von Park Chan-wook und Bong Joon-ho groß im Geschäft. 2013 gewann er den Daejong-Filmpreis als bester Schauspieler für seine Rolle in The Face Reader.
Auf dem Locarno Festival 2019 wird Song als erste Persönlichkeit des asiatischen Films mit dem Excellence Award ausgezeichnet. Das Locarno Filmfestival schreibt, seine Zusammenarbeit mit Bong Joon-ho, Hong Sang-soo, Kim Jee-woon und Park Chan-wook „machen aus ihm einen der meistgefeierten und begehrtesten Schauspieler in Südkorea und auf internationaler Ebene“.
In A Taxi Driver brillierte er neben seinem deutschen Kollegen Thomas Kretschmann. Das Filmwerk zeichnet eine wahre Geschichte um das Massaker von Gwangju nach.  
Im Jahr 2019 übernahm er eine Hauptrolle in Bong Joon-hos Kritiker- und Publikumserfolg Parasite. Der südkoreanische Spielfilm erhielt zahlreiche Auszeichnungen, darunter die Goldene Palme des Filmfestivals von Cannes und vier Oscars. Daraufhin wurde er 2021 in die Wettbewerbsjury des 74. Filmfestivals von Cannes berufen, wo er 2022 zum besten Schauspieler gekürt wurde.
Er ist verheiratet und hat einen Sohn und eine Tochter. Sein Sohn ist der ehemalige Fußballspieler Song Jun-pyoung, der bis zum verletzungsbedingten Karriereende bei den Suwon Samsung Bluewings unter Vertrag stand.

## Filmografie
- 1996: Der Tag, an dem ein Schwein in den Brunnen fiel (돼지가 우물에 빠진 날 Daijiga Umule Pajinnal)
- 1997: Green Fish (초록 물고기 Chorok Mulgogi)
- 1997: No. 3 (넘버3)
- 1998: The Quiet Family (조용한 가족 Joyonghan Gajok)
- 1998: Bad Movie (나쁜 영화 Nappeun Yeonghwa)
- 1999: Shiri (쉬리 Swiri)
- 2000: The Foul King (반칙왕 Banchikwang)
- 2000: Joint Security Area (공동경비구역 JSA)
- 2002: Sympathy for Mr. Vengeance (복수는 나의 것 Boksuneun Naui Geot)
- 2002: YMCA Baseball Team (YMCA 야구단)
- 2003: Memories of Murder (살인의 추억 Sarinui Chueok)
- 2004: The President’s Barber (효자동 이발사 Hyojadong Ibalsa)
- 2005: Antarctic Journal (남극일기 Namgeuk-ilgi)
- 2005: Lady Vengeance (친절한 금자씨 Chinjeolhan Geumjassi)
- 2006: The Host (괴물 Gwoemul)
- 2007: Portrait of a Gangster – Der Weg des Paten (우아한 세계 Uahan Segye)
- 2007: Secret Sunshine (밀양 Miryang)
- 2008: The Good, the Bad, the Weird (좋은 놈, 나쁜 놈, 이상한 놈 Joeun nom, Nappeun nom, Isanghan nom)
- 2009: Durst (박쥐 Bak-Jwi)
- 2010: Secret Reunion (의형제 Uihyeongje)
- 2011: Hindsight (푸른소금 Pureun Sogeum)
- 2012: Howling (하울링 Haulling)
- 2012: Cheongchul Eoram (청출어람, Kurzfilm)
- 2013: The Face Reader (관상 Gwansang)
- 2013: Snowpiercer (설국열차)
- 2013: The Attorney (변호인 Byeonhoin)
- 2015: The Throne (사도 Sado)
- 2016: The Age of Shadows (밀정 Miljeong)
- 2017: A Taxi Driver (택시운전사 Taeksi Woonjunsa)
- 2018: The Drug King
- 2019: Parasite (기생충 Gisaengchung)
- 2019: The King’s Letters (나랏말싸미 Naratmalssami)
- 2021: Emergency Declaration (비상선언 Bisang Seoneon)
- 2022: Broker (브로커 Beurokeo)
- 2024: Uncle Samsik (삼식이 삼촌 Samsiki Samchon)

## Auszeichnungen
1997
- Daejong-Filmpreis: Bester Nachwuchsdarsteller für No. 3
- Blue Dragon Award: Bester Nebendarsteller für No. 3

1998
- Korean Association of Film Critics Awards: Bester Schauspieler für The Quiet Family

2000
- Busan Film Critics Awards: Bester Schauspieler für Joint Security Area
- Director’s Cut Awards: Bester Schauspieler für Joint Security Area

2001
- Baeksang Arts Award: Popularitätspreis in der Kategorie Film für Joint Security Area
- Daejong-Filmpreis: Bester Schauspieler für Joint Security Area

2003
- Daejong-Filmpreis: Bester Schauspieler und Netizen-Popularitätspreis für Memories of Murder
- Korean Association of Film Critics Awards: Bester Schauspieler für Memories of Murder
- Korean Film Award: Bester Schauspieler für Memories of Murder
- Director’s Cut Awards: Bester Schauspieler für Memories of Murder
- Chunsa Film Art Awards: Bester Schauspieler für Memories of Murder

2006
- Director’s Cut Awards: Bester Schauspieler für The Host

2007
- Asian Film Award: Bester Hauptdarsteller für The Host
- Busan Film Critics Award: Bester Hauptdarsteller für Portrait of a Gangster
- Blue Dragon Award: Bester Hauptdarsteller für Portrait of a Gangster
- Fantasia International Film Festival in Montreal: Bester Hauptdarsteller für Portrait of a Gangster
- Korean Association of Film Critics Awards: Bester Hauptdarsteller für Portrait of a Gangster
- Korean Film Award: Bester Hauptdarsteller für Secret Sunshine
- Director’s Cut Awards: Bester Schauspieler für Secret Sunshine

2008
- Palm Springs International Film Festival: Bester Hauptdarsteller für Secret Sunshine

2009
- Chunsa Film Art Awards: Bester Schauspieler für Thirst
- Director’s Cut Awards: Bester Schauspieler für Thirst

2013
- Daejong-Filmpreis: Bester Hauptdarsteller für The Face Reader
- Korean Association of Film Critics Awards: Bester Hauptdarsteller für The Face Reader

2014
- Chunsa Film Art Awards: Bester Hauptdarsteller für The Attorney
- Baeksang Arts Awards: Bester Hauptdarsteller für The Attorney
- Director’s Cut Awards: Bester Schauspieler für The Attorney
- Buil Film Awards: Bester Hauptdarsteller für The Attorney
- Blue Dragon Award: Bester Hauptdarsteller für The Attorney

2017
- Blue Dragon Award: Bester Hauptdarsteller für A Taxi Driver

2019
- Locarno Festival: Excellence Award

2022
- Cannes Filmfestival: Bester Schauspieler für "Broker"